# Pigeon Island (Saint Lucia)
Pigeon Island (letterlijk Duiveneiland) is een klein eiland nabij de plaats Gros Islet (kwartier Gros Islet) in het noorden van Saint Lucia. 
Het eiland werd vroeger gescheiden van het hoofdeiland, maar is tegenwoordig verbonden met een dijk gemaakt van modder wat vrij is gekomen uit de Rodney Bay. Het eiland bestaat uit twee toppen en is een historisch gebied door de aanwezigheid van vele forten zoals een 18e-eeuws Brits fort en Fort Rodney. Beide forten werden gebruikt door de Britten om Franse schepen op het nabijgelegen Martinique te observeren. In 1979 werd het eiland uitgeroepen tot nationaal park en in 1992 werd het onder controle gezet van de Saint Lucia National Trust (SLNT). Tegenwoordig wordt het eiland ook gebruikt voor het Saint Lucia Jazz Festival. 

## Geschiedenis
De eerste voorwerpen van Arowakken en Cariben op het eiland die zijn gevonden stammen uit 1000 na christus. In het midden van de zestiende eeuw arriveerde een Franse piraat, François Le Clerc op het eiland en gebruikte het als zijn basis. Nathaniel Uring arriveerde hier in 1722. 
Tussen 1779 en 1782 werd het eiland overgenomen door marine-officier George Brydges Rodney die Fort Rodney bouwde. Om een goed overzicht te krijgen, gaf hij opdracht om alle bomen van het eiland te verwijderen. Vanaf het hoogste punt, Signal Hill, was het mogelijk om de basis van de Franse marine in Fort Royal op Martinique te observeren. In 1782 voer Rodney van Pigeon Island naar de Franse vloot om hen te confronteren, maar werd hij verslagen in de Battle of the Saintes. 
In 1808 werden er twee kazernes, met keuken gebouwd op het eiland. Deze werden in 1808 aangevuld met vertrekken voor de bevelhebber en een eetzaal. De kazernes waren tot 1901 in gebruik.
In 1861 werden de 4 24 pounder kanonnen en 2 mortieren verkocht. Daarnaast werd de uit 1780 stammende kalkoven in 1920 omgebouwd tot een installatie voor het verkrijgen van walvistraan. 
Franklin Delano Roosevelt bezocht het eiland op 8 december 1940 aan boord van de zware kruiser USS Tuscaloosa. De United States Navy bouwde vervolgens een jaar later, in 1941, een marinebasis nabij het eiland als onderdeel van de 'Battle of the Caribbean'. Het eiland diende hierbij als communicatiepost. Een squadron van 18 PBY-5 Catalinas patrouilleerden om het eiland op zoek naar Duitse onderzeeboten. In 1947 werd de marinebasis buiten gebruik genomen. 
In 1971 werd het eiland via een dijk verbonden met het hoofdeiland.

## Galerij

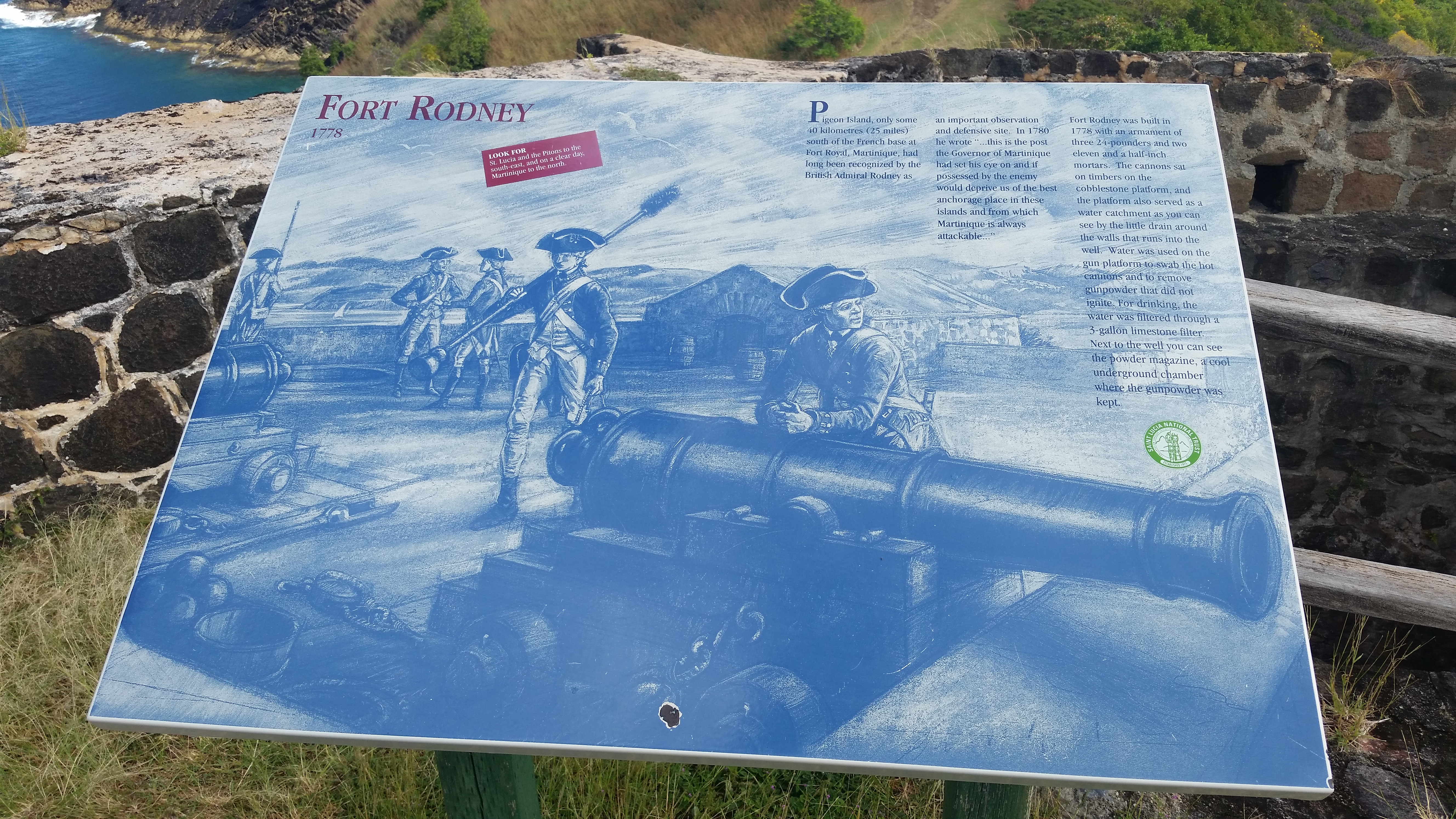
Informatiebord over Fort Rodney
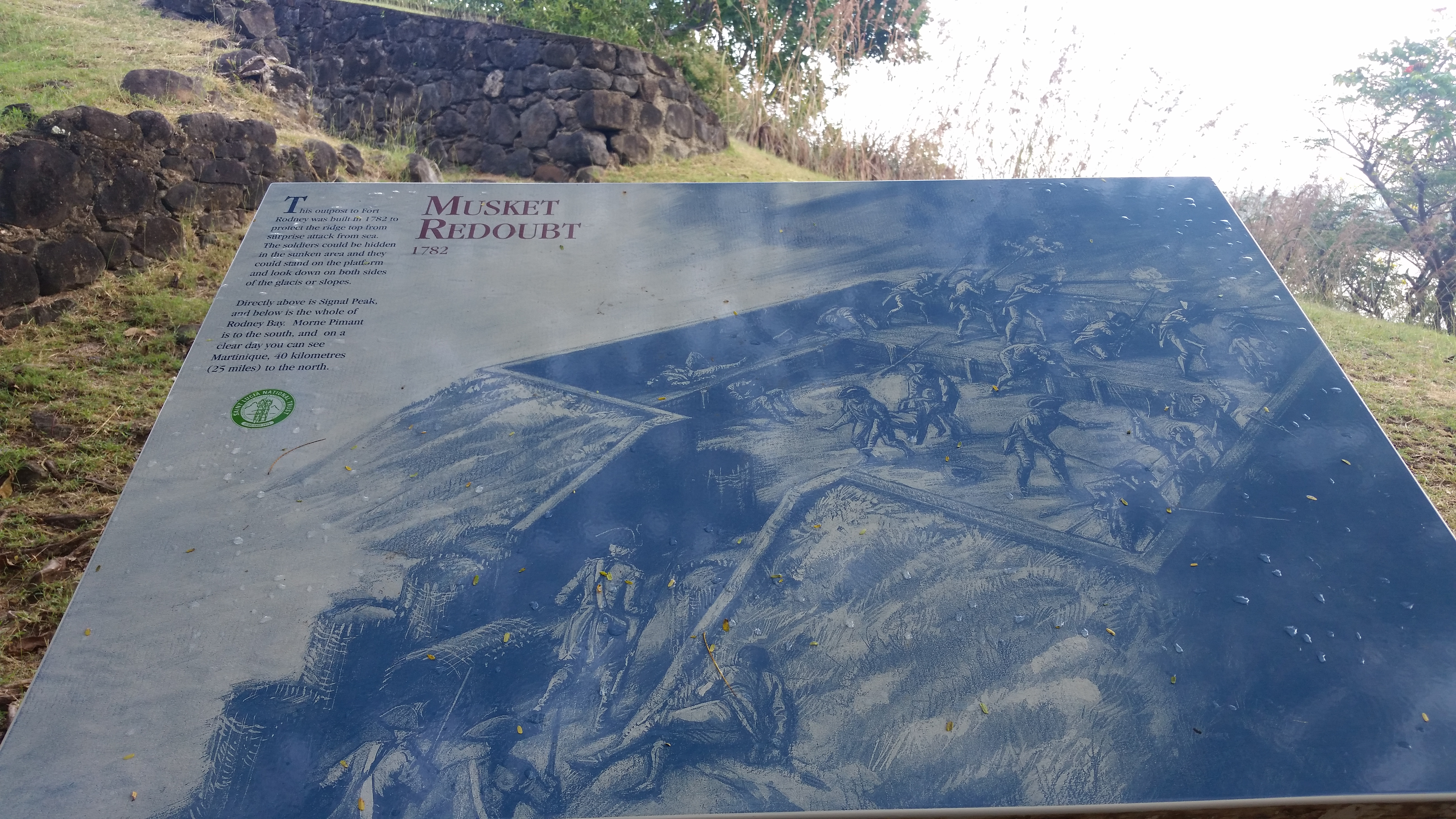
Informatiebord over Fort Rodney
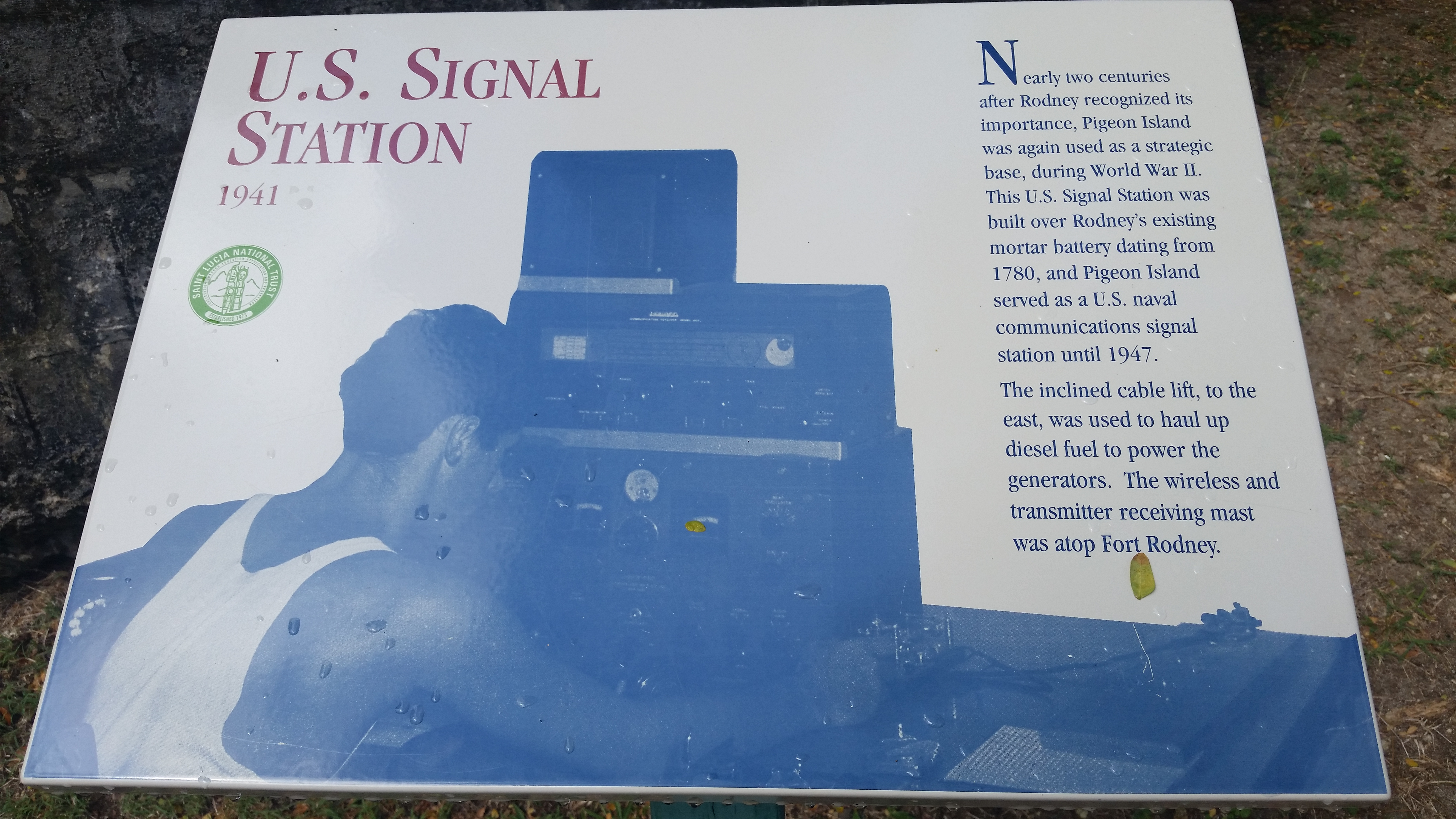
Informatiebord over de Tweede Wereldoorlog op Pigeon Island
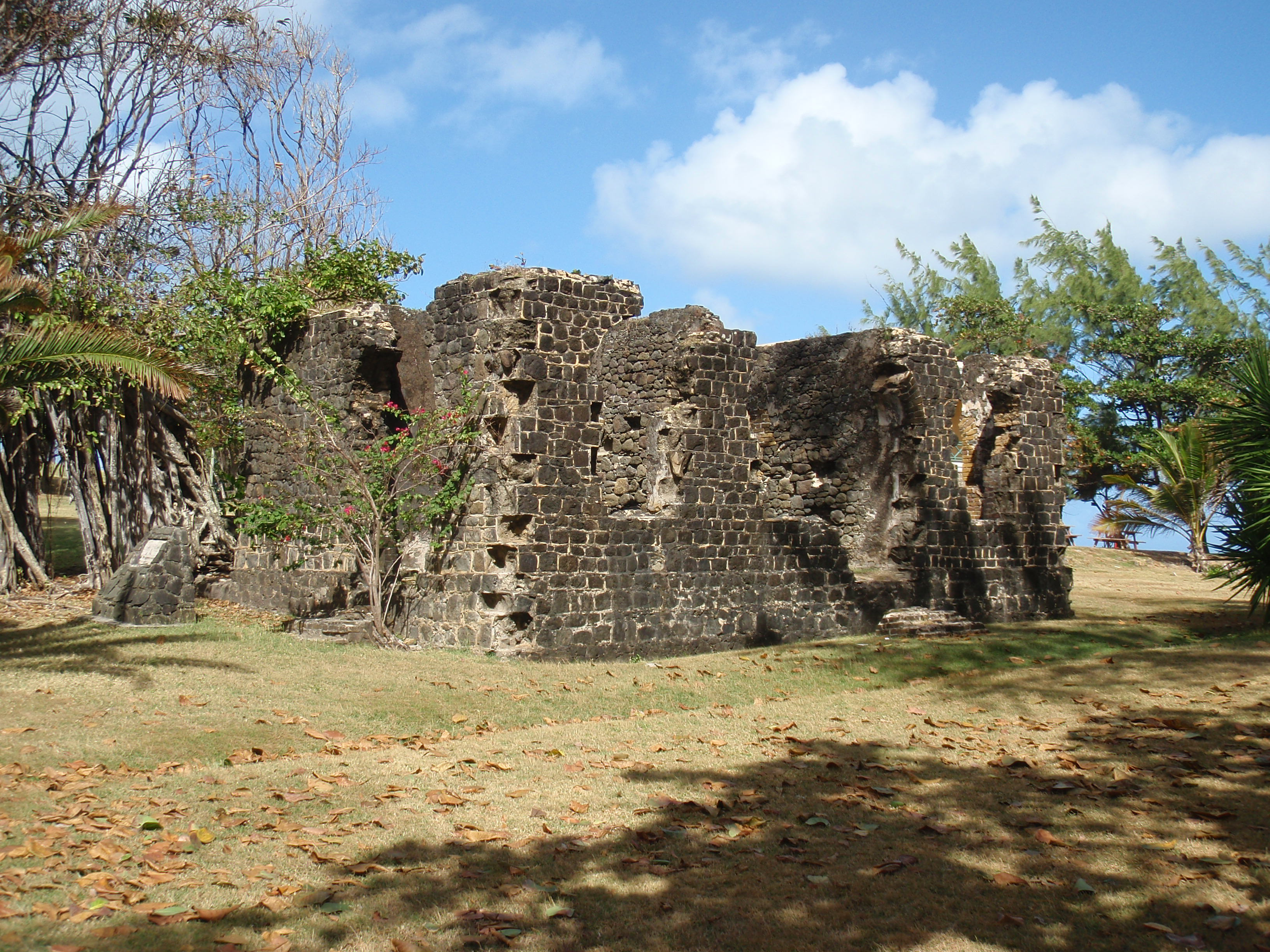
Keuken van de bevelhebber
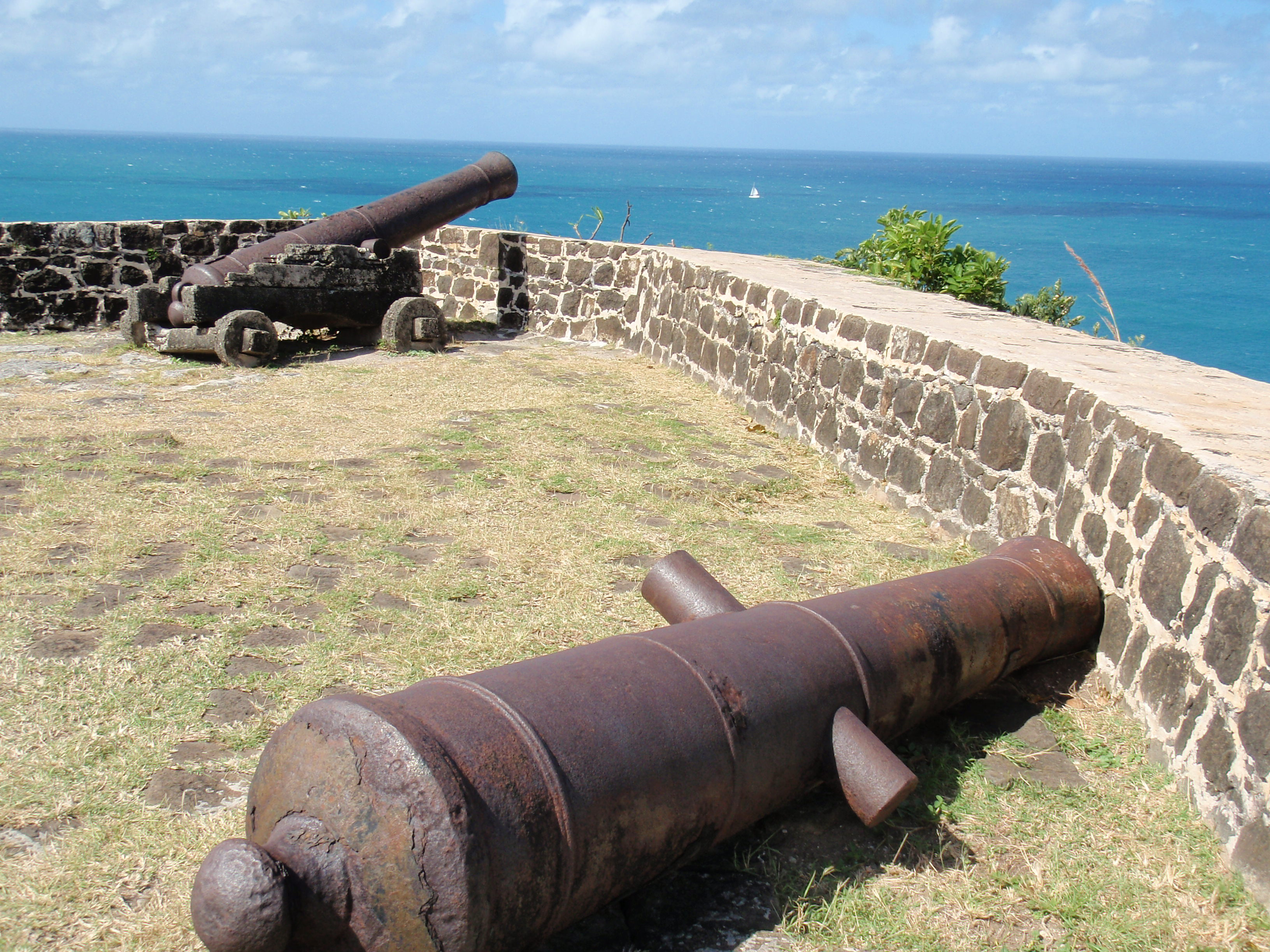
Kanonnen van Fort Rodney